# Đại hội Paris (1856)

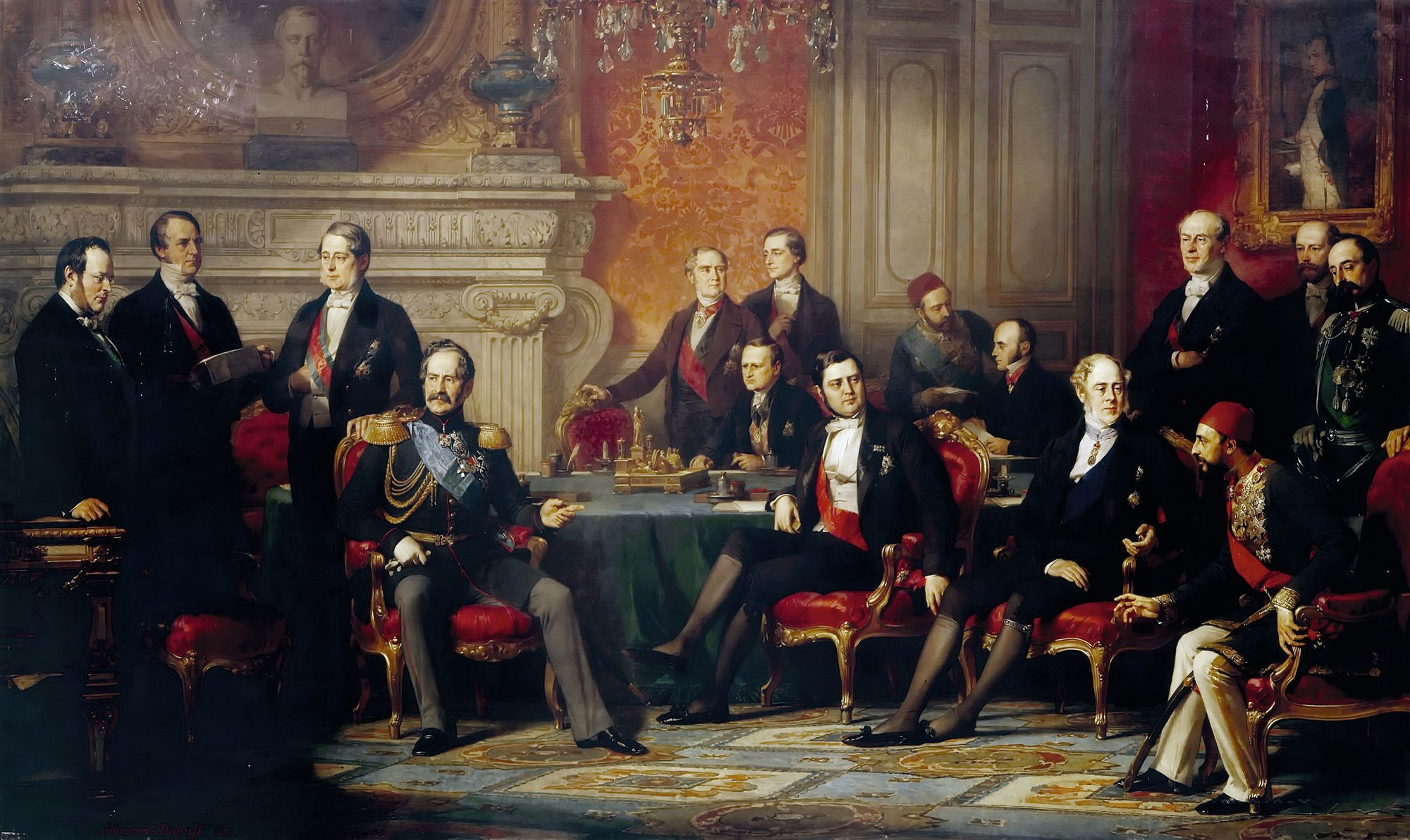
Các nhà ngoại giao tập hợp tại Đại hội Paris - Tranh của Edouard Dubufe

Đại hội Paris (tiếng Pháp: Congrès de Paris; tiếng Đức: Kongress von Paris; tiếng Anh: Congress of Paris; tiếng Ý: Congresso di Parigi) là tên gọi của một loạt các cuộc họp ngoại giao được tổ chức vào năm 1856 tại Paris, Pháp, để đàm phán hòa bình giữa các cường quốc tham chiến trong Chiến tranh Krym đã bắt đầu gần ba năm trước đó.
Đại hội có sự tham dự của các đại diện ngoại giao từ các quốc gia Đệ Nhị Đế chế Pháp, Đế quốc Anh, Đế quốc Nga, Đế quốc Áo và Vương quốc Phổ, cũng như từ Đế quốc Ottoman và Vương quốc Sardinia-Piedmont và được chủ trì bởi Thủ tướng Pháp Alexandre Colonna-Walewski. Thỏa thuận dẫn đến việc tiếp tục công nhận Đế chế Ottoman và phục hồi nguyên trạng biên giới lãnh thổ trước chiến tranh cho Nga và Ottoman. 

## Bối cảnh
Chiến tranh Krym chủ yếu diễn ra trên Bán đảo Krym bởi một bên là Đế quốc Nga và bên còn lại là liên quân giữa Anh, Pháp, Đế chế Ottoman và Sardinia-Piedmont vì hai lý do chính thức.
Một lý do thường được thông báo chung là yêu cầu của người Nga đối với cả việc đối xử tốt hơn và quyền của họ được bảo vệ các thần dân Chính thống giáo của Đế chế Ottoman. Điều đó sẽ được nhà vua hứa tại Đại hội Paris.
Một lý do khác là tranh chấp giữa người Nga và người Pháp về các đặc quyền của Giáo hội Chính thống Nga và Công giáo La Mã ở Palestine.
Lý do và lợi ích đóng vai trò nền tảng có thể được đọc từ các thỏa thuận sau đây được đàm phán trong hiệp ước hòa bình: Biển Đen trở thành địa điểm trung lập, nghĩa là vùng biển của nó bị đóng cửa đối với tất cả các tàu chiến và việc xây dựng pháo đài ven biển bị cấm, sông Danube được mở của cho vận chuyển của tất cả các quốc gia.
Một điều quan trọng nữa dường như là một thỏa thuận đa phương về một số nguyên tắc pháp lý cơ bản của chiến tranh hàng hải, dẫn đến Tuyên bố Paris riêng biệt về Tôn trọng Luật Hàng hải, được 55 quốc gia đồng ý.
Được Anh và Pháp hậu thuẫn, sultan tuyên chiến với Nga vào ngày 4 tháng 10 năm 1853. Vào ngày 28 tháng 3 năm 1854, cả hai cường quốc khác đều tuyên chiến với Nga. Vào ngày 26 tháng 1 năm 1855, Sardinia-Piedmont cũng tham chiến bằng cách gửi 10.000 quân đến hỗ trợ Anh và Pháp chống lại Nga.
Trong suốt cuộc chiến, mối quan tâm chính của Quân đội Nga là đảm bảo rằng Đế quốc Áo đứng ngoài cuộc chiến. Các mối đe dọa tham chiến của nó đã chấm dứt các hành động quân sự về phía Nga.

## Đại hội

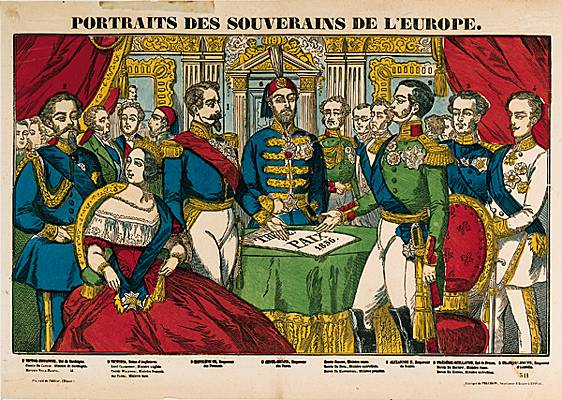
Épinal print của các quốc vương châu Âu trong Đại hội Paris, 1856

Pháp, Anh, Nga, Áo, Phổ và Đế chế Ottoman vào thời điểm đó được coi là những cường quốc ở châu Âu, tất cả họ đều có đại diện tại đại hội cũng như Sardinia-Piedmont với tư cách là bên tham chiến. Họ tập hợp ngay sau ngày 1 tháng 2 năm 1856, khi Nga chấp nhận loạt điều khoản hòa bình đầu tiên sau khi Áo đe dọa tham chiến. Điều đáng chú ý là cuộc họp diễn ra ở Paris, khi kết thúc Triển lãm toàn cầu (1855).
Đại hội Paris đã vạch ra các điều khoản cuối cùng từ ngày 25 tháng 2 đến ngày 30 tháng 3 năm 1856, Hiệp ước Paris được ký kết vào ngày 30 tháng 3 năm 1856 với một bên là Nga và bên kia là Pháp, Anh, Thổ Nhĩ Kỳ và Sardinia-Piedmont. tại Quai d'Orsay.
Một trong những đại diện tham dự Đại hội Paris thay mặt cho Đế chế Ottoman là Mehmed Emin Âli Pasha, người đang giữ ghế Tể tướng đại thần của Đế chế Ottoman. Nga được đại diện bởi Thân vương Orlov và Nam tước Brunnov. Đế chế Anh cử Lãnh chúa xứ Cowley, đại sứ của mình tới Pháp tham gia đại hội.
Đại hội Viên (1814) với hơn 200 quốc gia tham dự, đặt ra các câu hỏi và vấn đề cho các ủy ban khác nhau giải quyết, trong khi đó Đại hội Paris có thể giải quyết mọi việc trong một khoảng thời gian tương đối ngắn.
Một chiến thắng ngoại giao quan trọng thuộc về Vương quốc Sardinia-Piedmont, mặc dù nó không được coi là một cường quốc châu Âu khi được Hoàng đế Pháp Napoléon III ban cho một ghế, chủ yếu là vì đã gửi một quân đoàn viễn chinh gồm 18.000 người để chiến đấu chống lại Nga, nhưng cũng có thể vì ảnh hưởng của Nữ bá tước Castiglione có đầu óc thông minh, người đã thu hút sự chú ý của Napoléon. Bộ trưởng Ngoại giao Camillo Benso di Cavour đã nắm bắt cơ hội để tố cáo sự can thiệp chính trị và quân sự của Đế quốc Áo vào Bán đảo Ý, điều mà ông cho rằng đang cản trở mong muốn lựa chọn chủ quyền của người dân Ý.

## Thỏa thuận đa phương khôi phục hòa bình

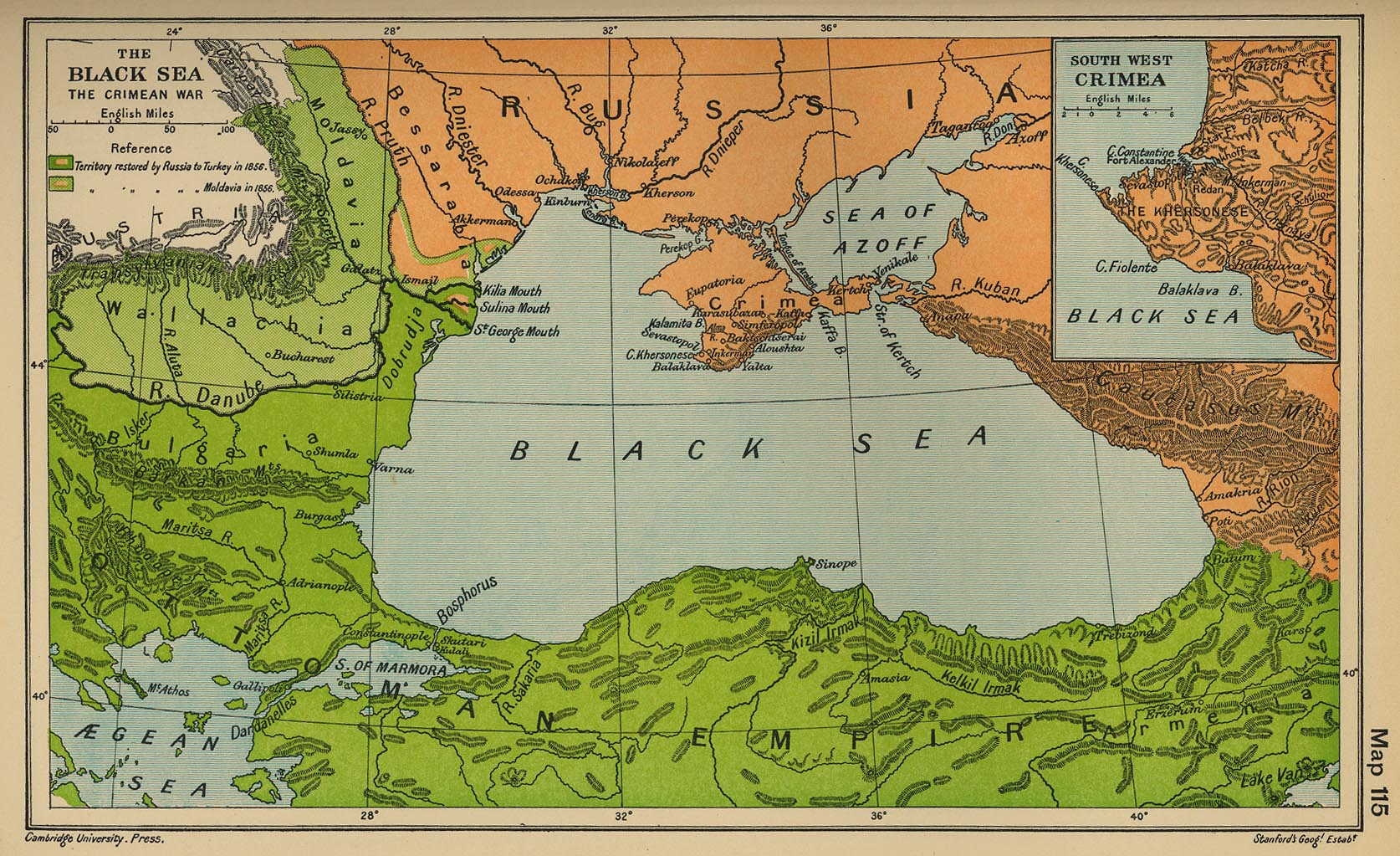
Hình ảnh của lãnh thổ bị ảnh hưởng bởi Đại hội. Màu xanh lục nhạt, ở bên trái, là khu vực của các Công quốc Danubian (Wallachia và Moldavia). Màu xanh lục nhạt là biên giới của miền nam Bessarabia, được chuyển từ Nga sang Moldavia giữa Sông Danube và Moldavia.

Đại hội đã dẫn đến một cam kết của tất cả các cường quốc để cùng nhau duy trì "sự toàn vẹn của Đế chế Ottoman", do đó đảm bảo nền độc lập của nó.
Ngoài ra, Nga đã từ bỏ bờ trái của cửa sông Danube, bao gồm một phần của Bessarabia, cho Moldavia, cũng như yêu sách của họ về sự bảo vệ đặc biệt của những người theo Chính thống giáo trong Đế quốc Ottoman. Moldavia và Wallachia, cùng với nhau sẽ trở thành Romania vào năm 1858, cùng với Serbia, được công nhận là các công quốc tự quản gần như độc lập dưới sự bảo vệ của các cường quốc châu Âu khác. Đổi lại, sultan Ottoman đồng ý giúp cải thiện địa vị của các thần dân Cơ đốc giáo trong đế chế của mình.
Các lãnh thổ của Nga và Đế quốc Ottoman được phục hồi về ranh giới trước chiến tranh. Biển Đen đã bị vô hiệu hóa và do đó không có tàu chiến nào được phép đi vào, nhưng nó được mở đường thương mai cho tất cả các quốc gia khác. Nó cũng mở sông Danube để vận chuyển hàng hóa trong các quốc gia.